# Macusaburó Jokojama

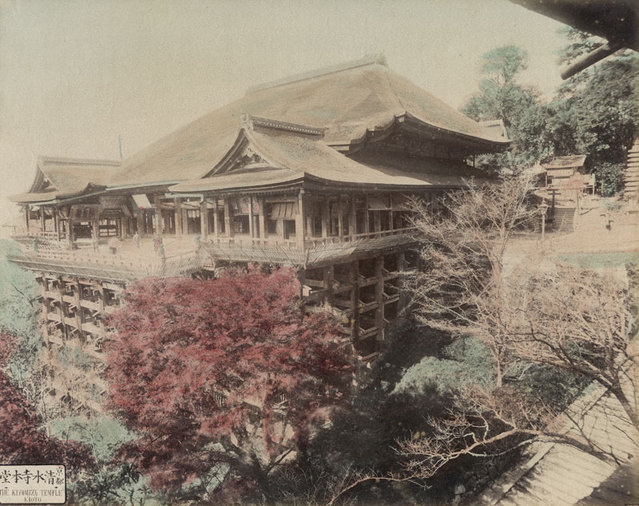
Macusaburó Jokojama: Chrám Kijomizu-dera v Kjótu

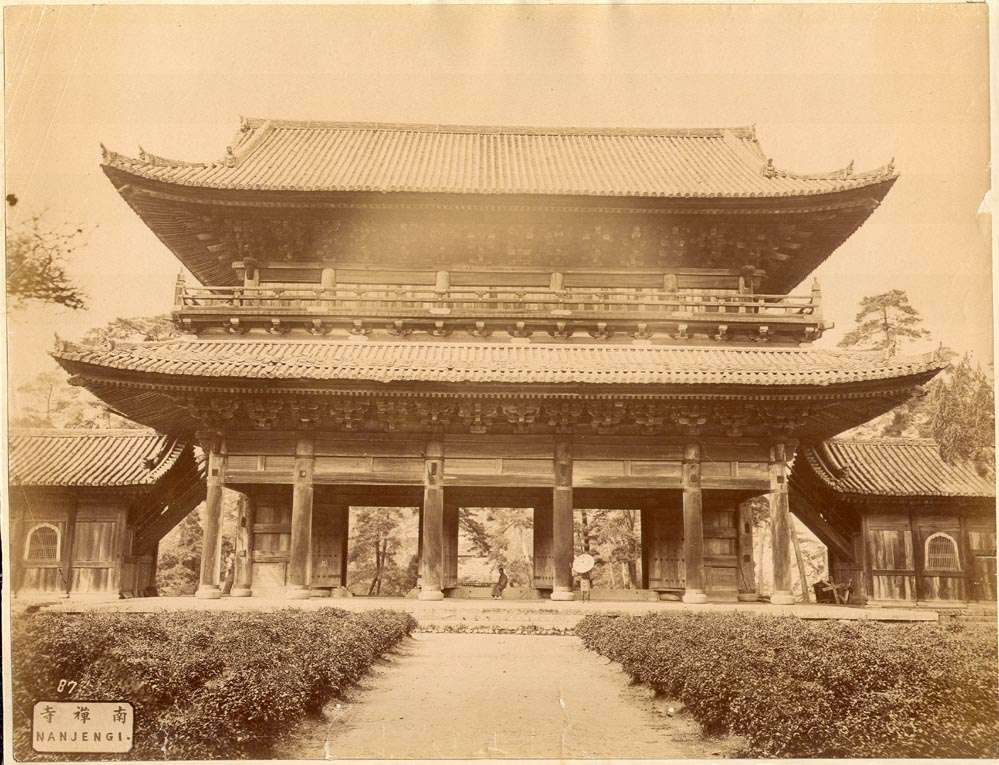
Macusaburó Jokojama: Nanking

Macusaburó Jokojama (japonsky 横山 松三郎, Jokojama Macusaburó; 10. října 1838 – 15. října 1884 Tokio) byl průkopník japonské fotografie, umělec, litograf a učitel.

## Život a dílo
Narodil se jako Bunroku Jokojama (横山 文六) v kurilském Iturupu (od roku 1855 pod japonskou nadvládou) 10. října 1838. Brzy po narození se Jokojama a jeho rodina přestěhovali do Hakodate, kde v roce 1854 poprvé spatřil daguerrotypie, které pořídili Eliphalet Brown junior a Alexandr Fjodorovič Možajskij V patnácti letech se vyučil prodejcem šatů kimono a během této doby se u něho rozvinul zájem o fotografování. O několik let později se jako asistent ruského malíře Lehmana seznámil se západními malířskými styly a pomáhal malovat veduty a krajiny v okolí ruského konzulátu v Hakodate. S cílem zlepšit své obrazy krajin, se Jokojama začal učit fotografii. Odcestoval do Jokohamy a studoval fotografii u Rendža Šimooky, pak se vrátil do Hakodate a studoval u ruského konzula I. A. Goškeviče. V roce 1868 Jokojama otevřel svůj vlastní fotografický ateliér v Jokohamě. Ve stejném roce přesunul studio do Rjógoku (v Tokiu) a za nedlouho se přestěhoval do blízkého Ueno Ikenohata.
V roce 1868 se Jokojama setkal s Noritane Ninagawou, úředníkem meidžiovské vlády, který ho pověřil, aby fotografoval hrad Edo před rekonstrukcí a královský poklad v Šósóinu. Projekt dokončil mezi lety 1871 a 1872 a některé výsledné práce byly zveřejněny v roce 1872 jako album 64 fotografií s názvem Kjú Edodžó šašinčó (旧江戸城写真帳, Fotografické album bývalého hradu Edo) a pak ještě jednou jako album 73 fotografií v roce 1878 pod názvem Kanko zusecu džókaku no　bu (観古図説絵城郭之部, Historie a popis japonského umění a průmyslu, první část, hrad). Některé z fotografií Jokojamy z japonských uměleckých děl byly prezentovány na Světové výstavě v roce 1873 ve Vídni.
Jokojama byl prvním japonským fotografem, který vážně usiloval o stereofotografii. Rané snímky zařízení jeho ateliéru ukazují sedm kamer, z nichž dvě jsou stereoskopické. Během roku 1869 spolu s přáteli a studenty cestoval po celém Japonsku.
Fotografii u něho studoval Macuči Nakadžima.

V roce 1876 předal práva ke svému studiu svému asistentovi Nobumasu Odovi a stal se odborným asistentem na japonské vojenské akademii a přednášel fotografii a litografii.
V roce 1881 se mu vrátila tuberkulóza, kterou trpěl v patnácti letech a přinutila jej opustit jeho post na Vojenské akademii. Přesto pak ještě založil firmu Šašin Sekiban-ša (Fotolitografická společnost) a pokračoval v barevné fotografii, v tomto čase vytvořil to, co nazýval šašin abura-e (寫眞油繪 v pravopisu té doby, dnes 写真油絵) neboli fotografický olejový obraz, při jejichž výrobě se odstranila papírová podložka fotografie a na zbývající emulzi se pak použily olejové barvy. Jokojama s použitím této techniky vytvořil řadu děl. Bylo pak těžko rozeznat, zda se jedná o fotografii nebo olejomalbu.
Zemřel v Tokiu 15. října 1884.
Kromě krajin a portrétů je známý svými autoportréty. Mezi jeho díla patří malby, velkoformátové albuminové tisky, (monochromatické i ručně kolorované) a šašin abura-e. Dělal studiová suvenýrová alba, z nichž se některé dochovaly dodnes. Jeho biografie byla sepsána v roce 1887.

## Galerie

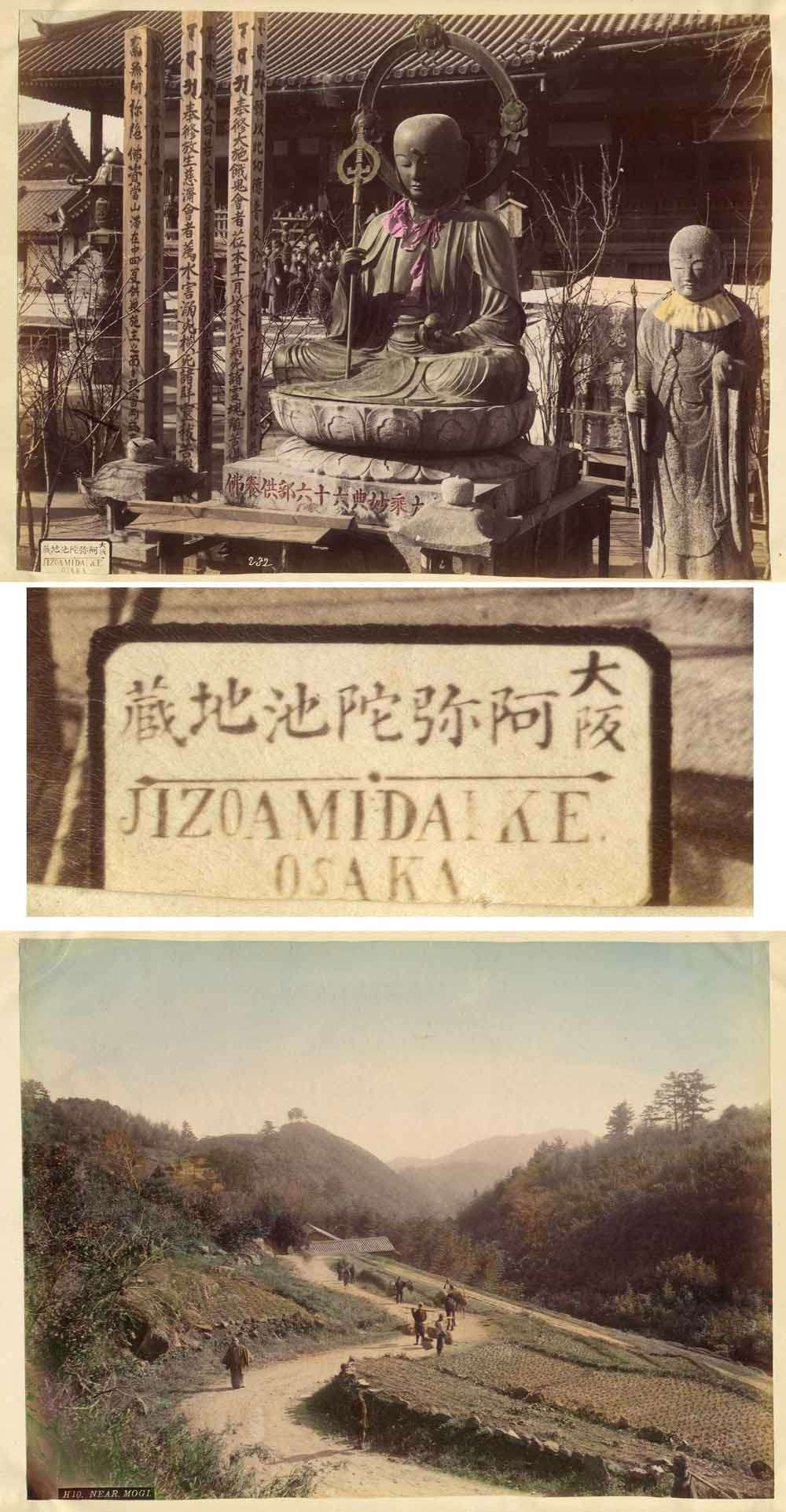
Amida-ike džizó, Ósaka a cesta poblíž Mogi (Kóbe)
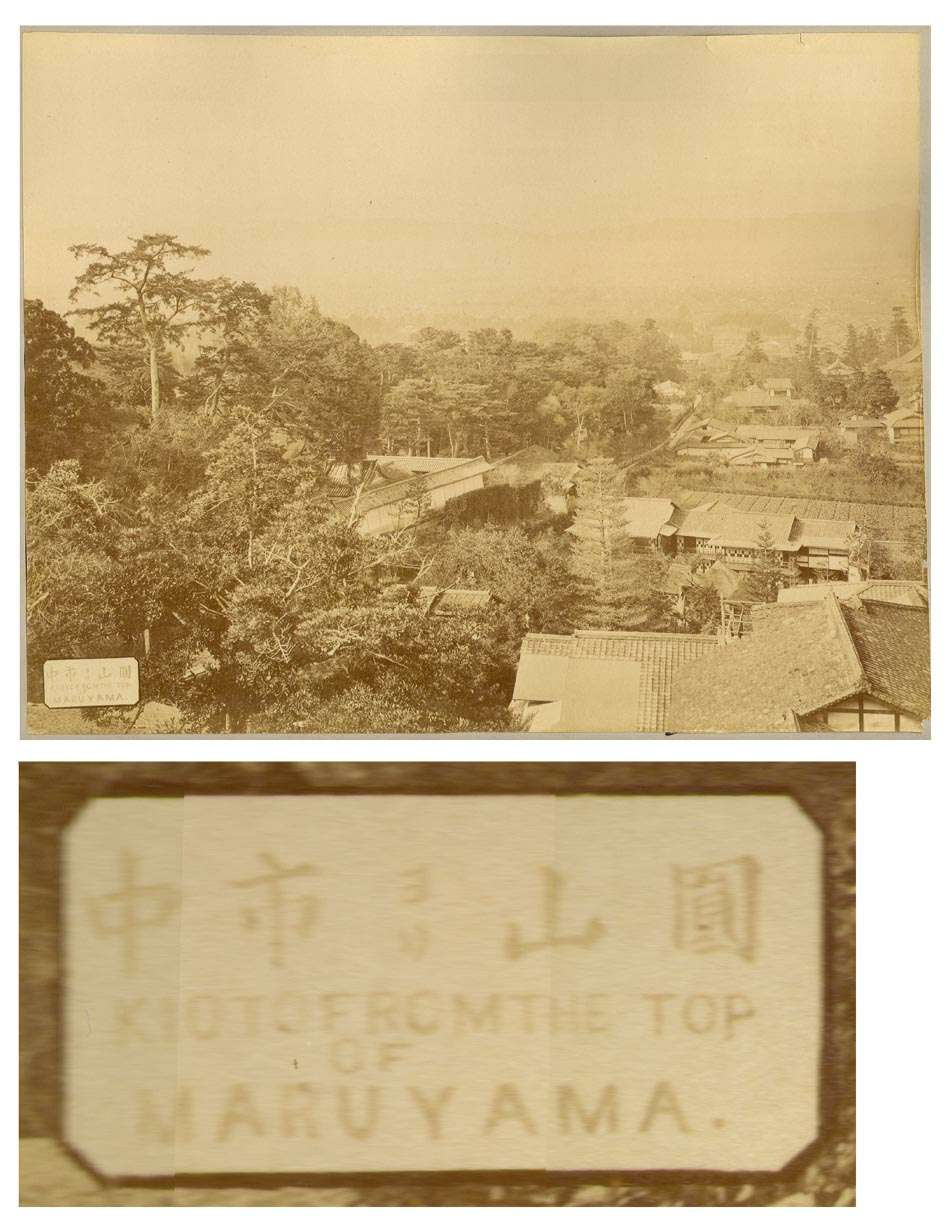
Kjóto od Marujamy
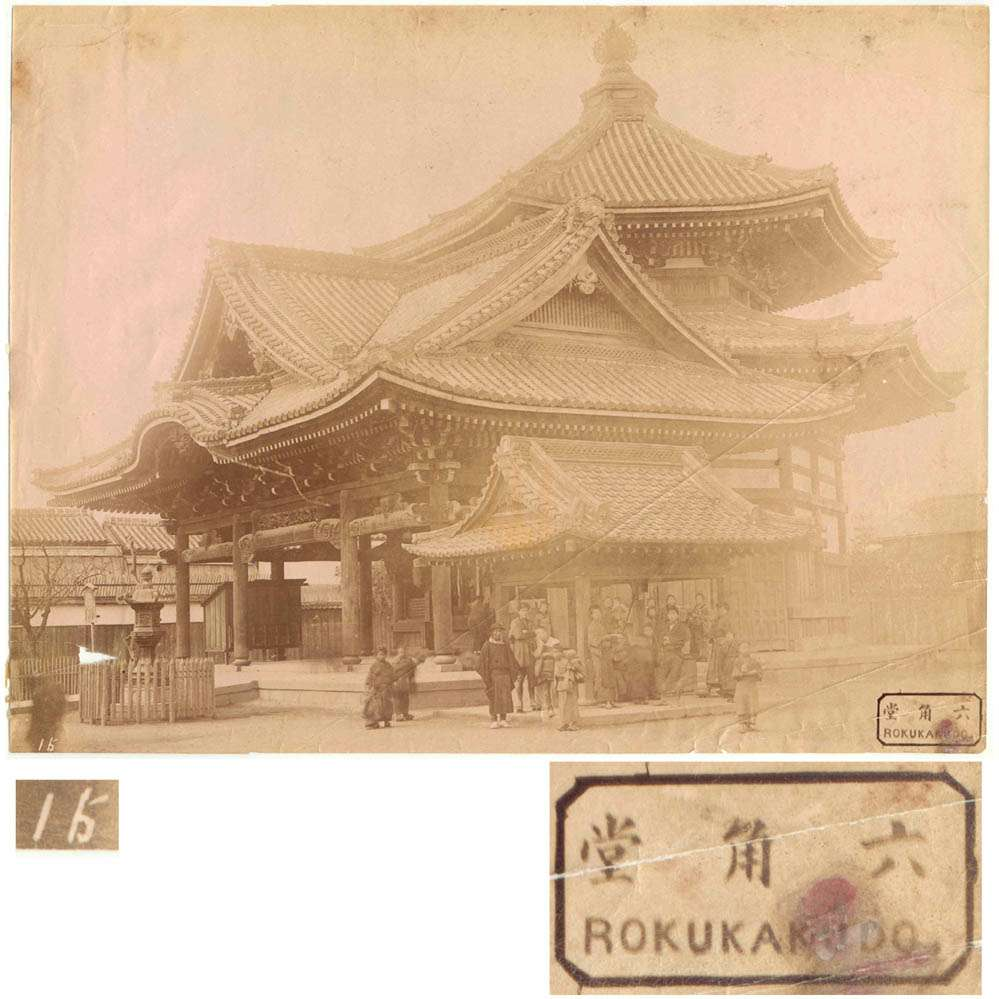
Chrám Rokkakudó, Kjóto